# Второе Дальнее Абруццо
Второе Дальнее Абруццо (итал. Secondo Abruzzo Ultra) — провинция в составе Неаполитанского королевства, затем в составе Королевства Обеих Сицилий. Столица — город Л’Акуила.

## История
Провинция Второе Дальнее Абруццо была образована 8 августа 1806 года согласно 132-му закону  «Об административном делении и учреждении провинций в королевстве». Её территория была выделена из упразднённого джустициерата Дальнее Абруццо и включала территорию современной провинции Л’Акуила и некоторые районы провинций Риети и Пескара в Италии.
Таким образом Жозеф Бонапарт, король Неаполя начал административно-территориальную реформу в Неаполитанском королевстве, взяв за образец модель, существовавшую в то время во Франции. Он отменил систему джустициератов. Королевские указы с 1806 по 1811 год завершили учреждение провинций с указанием в их составе коммун и определением границ, названий округов и районов, на которые была разделена каждая провинция.
1 мая 1816 года был принят последний «Закон об администрации округов в провинциях королевства» (итал. Legge riguardante la circoscrizione amministrativa delle Provincie dei Reali Domini). 1 января 1817 года административная реформа была завершена.

### Административное деление
Во главе Второго Дальнего Абруццо стоял интендант, возглавлявший совет провинции, который размещался в бывшем монастыре августинцев в Л’Акуиле.  Столицей провинции также был город Л’Акуила. Сама провинция в 1806 году была разделена на три района — Л’Акуила, Читтадукале и Сульмона, к которым в 1816 году был добавлен ещё один район — Авеццано. Все районы были разделены на 32 округа, включавших в себя 121 коммуну и 237 хуторов.

## Карты

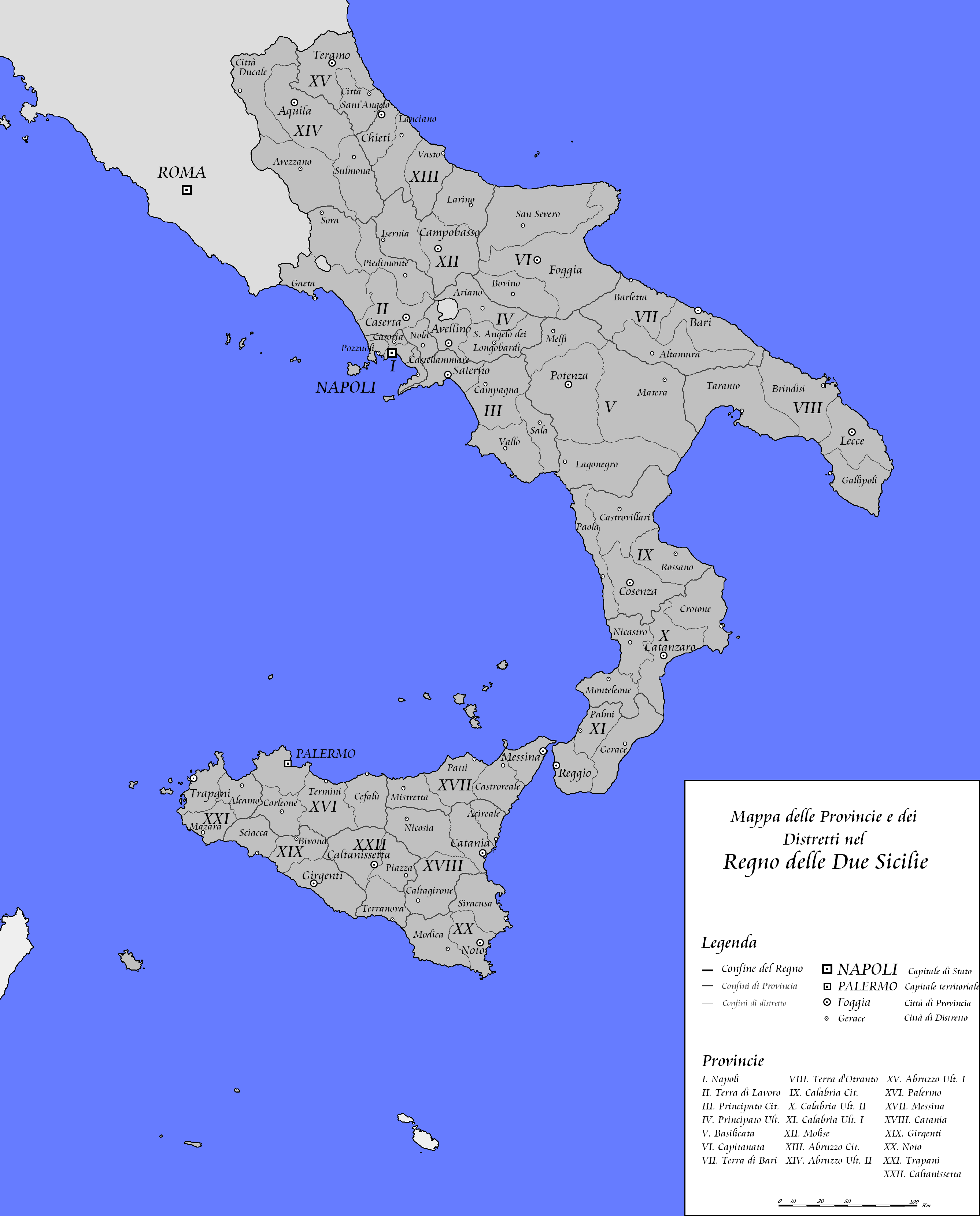
Административное деление королевства Обеих Сицилий
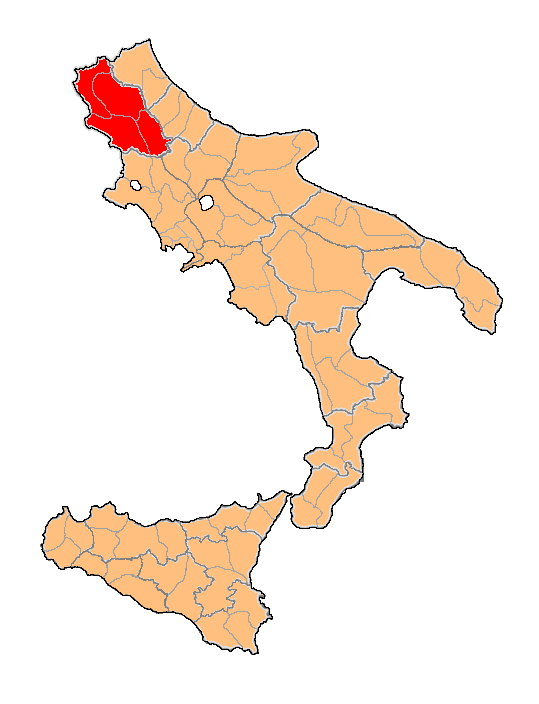
Провинция Второе Дальнее Абруццо